# Julius Hadrich
Julius Hadrich (* 16. Dezember 1891 in Pforzheim; † 18. April 1983 in Berlin) war ein deutscher Politiker (SPD).

## Leben

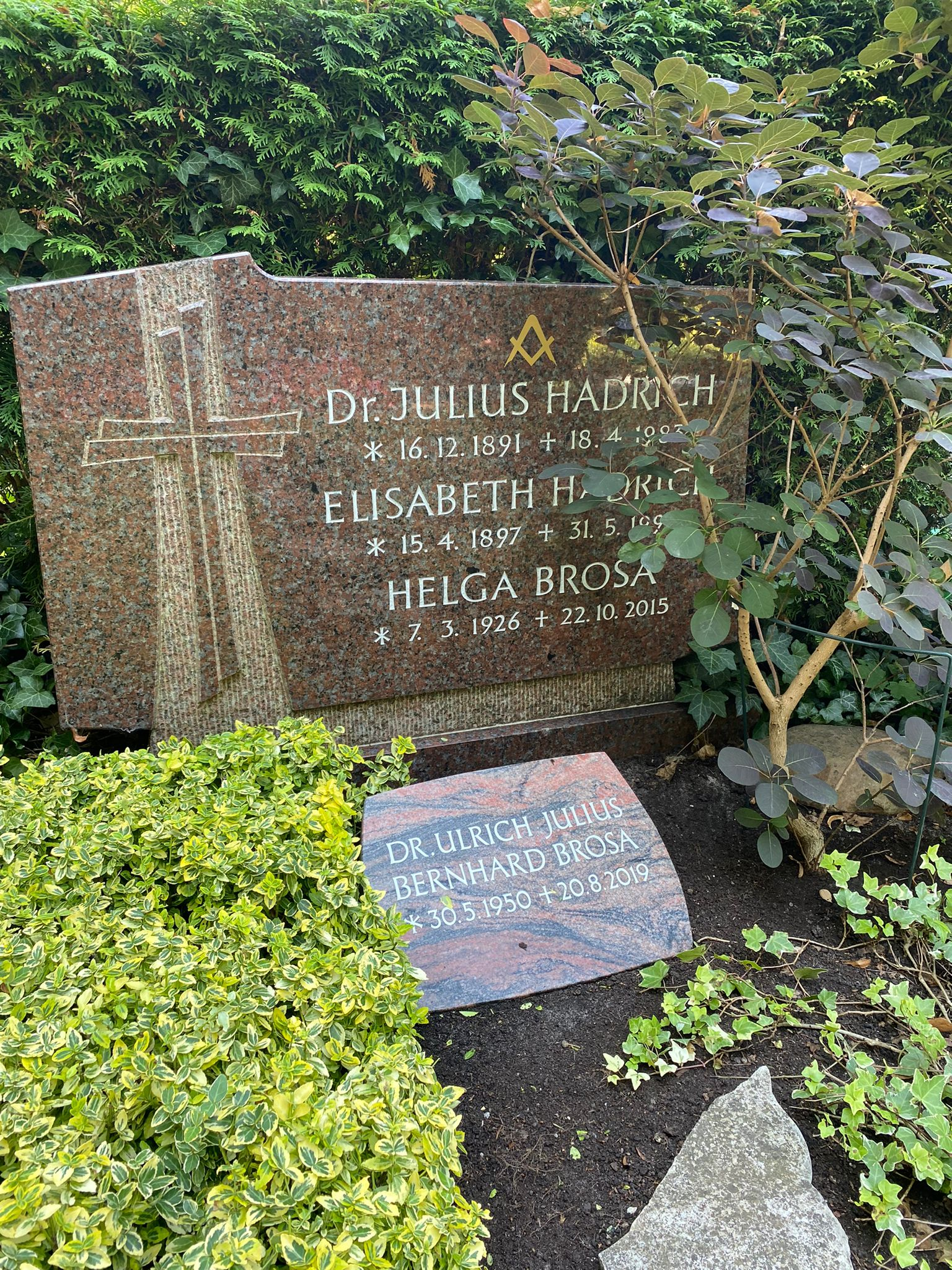
Grabstätte auf dem Friedhof Lichtenrade

Hadrich legte als Sohn eines Juweliers das Abitur ab und studierte ab 1912 Staatswissenschaften in Freiburg i. Br., Bonn, Münster (Westf.) und Berlin. Während des Ersten Weltkriegs musste er das Studium unterbrechen und wurde Soldat. Hadrich schloss 1920 das Studium als Diplom-Volkswirt ab und promovierte anschließend als Dr. rer. pol. Er arbeitete in der Geschäftsführung des Verbands der Ärzte Deutschlands. Von 1927 bis 1933 war er Mitglied der Reichspartei des deutschen Mittelstandes. 1933 wurde er von der Kassenärztlichen Vereinigung übernommen und wurde dort Leiter der Statistischen Abteilung. 1937 wurde Hadrich festgenommen und wegen „Vorbereitung zum Hochverrat“ angeklagt. Er wurde in Haft genommen und kam in das KZ Sachsenhausen. 1939 wurde sein Verfahren eingestellt, und er wurde Syndikus des „Reichsverbands Deutscher Privatkrankenanstalten“. Noch 1945 wurde er von der Wehrmacht eingezogen und geriet anschließend in amerikanische Kriegsgefangenschaft.
Nach dem Zweiten Weltkrieg wurde Hadrich im September 1945 Leiter des Sekretariats der Treuhänder der Medizinalberufsverbände, im selben Jahr trat er auch der SPD bei. Ab 1947 war er Syndikus verschiedener Ärzteverbände und ab 1951 freier Wirtschaftsberater und Schriftsteller. Bei der Berliner Wahl 1958 wurde Hadrich in das Abgeordnetenhaus von Berlin gewählt und war dort gesundheitspolitischer Sprecher der SPD-Fraktion.
Julius Hadrich verstarb im Alter von 91 Jahren und wurde auf dem Friedhof Lichtenrade beigesetzt.